# Вучковица (Лучани)
Вучковица је насеље у Србији у општини Лучани у Моравичком округу. Према попису из 2022. било је 241 становника.
Овде се налази акумулационо језеро Голи камен.
Овде се налазе Уништени крајпуташи у Вучковици.

## Демографија
У насељу Вучковица живи 357 пунолетних становника, а просечна старост становништва износи 45,0 година (43,5 код мушкараца и 46,6 код жена). У насељу има 136 домаћинстава, а просечан број чланова по домаћинству је 3,26.
Ово насеље је великим делом насељено Србима (према попису из 2002. године), а у последња три пописа, примећен је пад у броју становника.
|  |

| Демографија | Демографија | Демографија |
| Година      | Становника  | Становника  |
| ----------- | ----------- | ----------- |
| 1948.       | 743         |             |
| 1953.       | 811         |             |
| 1961.       | 769         |             |
| 1971.       | 731         |             |
| 1981.       | 587         |             |
| 1991.       | 488         | 486         |
| 2002.       | 443         | 457         |
| 2011.       | 326         |             |

| Етнички састав према попису из 2002.‍ | Етнички састав према попису из 2002.‍ | Етнички састав према попису из 2002.‍ | Етнички састав према попису из 2002.‍ | Етнички састав према попису из 2002.‍ |
| ------------------------------------ | ------------------------------------ | ------------------------------------ | ------------------------------------ | ------------------------------------ |
|                                      |                                      |                                      |                                      |                                      |
| Срби                                 | Срби                                 |                                      | 438                                  | 98,87%                               |
| Црногорци                            | Црногорци                            |                                      | 1                                    | 0,22%                                |
| непознато                            | непознато                            |                                      | 4                                    | 0,90%                                |

| Година пописа     | 1948. | 1953. | 1961. | 1971. | 1981. | 1991. | 2002. |
| ----------------- | ----- | ----- | ----- | ----- | ----- | ----- | ----- |
| Број домаћинстава | 116   | 115   | 145   | 152   | 155   | 145   | 136   |

| Број чланова      | 1  | 2  | 3  | 4  | 5  | 6  | 7 | 8 | 9 | 10 и више | Просек |
| ----------------- | -- | -- | -- | -- | -- | -- | - | - | - | --------- | ------ |
| Број домаћинстава | 26 | 37 | 20 | 14 | 14 | 20 | 4 | 0 | 1 | 0         | 3,26   |

| Пол    | Укупно | Неожењен/Неудата | Ожењен/Удата | Удовац/Удовица | Разведен/Разведена | Непознато |
| ------ | ------ | ---------------- | ------------ | -------------- | ------------------ | --------- |
| Мушки  | 186    | 44               | 132          | 8              | 2                  | 0         |
| Женски | 183    | 7                | 132          | 41             | 3                  | 0         |
| УКУПНО | 369    | 51               | 264          | 49             | 5                  | 0         |

| Пол    | Укупно                    | Пољопривреда, лов и шумарство | Рибарство                            | Вађење руде и камена | Прерађивачка индустрија       |
| ------ | ------------------------- | ----------------------------- | ------------------------------------ | -------------------- | ----------------------------- |
| Мушки  | 116                       | 86                            | 0                                    | 0                    | 16                            |
| Женски | 76                        | 56                            | 0                                    | 0                    | 11                            |
| УКУПНО | 192                       | 142                           | 0                                    | 0                    | 27                            |
| Пол    | Производња и снабдевање   | Грађевинарство                | Трговина                             | Хотели и ресторани   | Саобраћај, складиштење и везе |
| Мушки  | 1                         | 1                             | 2                                    | 0                    | 5                             |
| Женски | 0                         | 0                             | 2                                    | 0                    | 1                             |
| УКУПНО | 1                         | 1                             | 4                                    | 0                    | 6                             |
| Пол    | Финансијско посредовање   | Некретнине                    | Државна управа и одбрана             | Образовање           | Здравствени и социјални рад   |
| Мушки  | 0                         | 1                             | 0                                    | 0                    | 0                             |
| Женски | 0                         | 0                             | 1                                    | 3                    | 1                             |
| УКУПНО | 0                         | 1                             | 1                                    | 3                    | 1                             |
| Пол    | Остале услужне активности | Приватна домаћинства          | Екстериторијалне организације и тела | Непознато            | Непознато                     |
| Мушки  | 1                         | 0                             | 0                                    | 3                    | 3                             |
| Женски | 0                         | 0                             | 0                                    | 1                    | 1                             |
| УКУПНО | 1                         | 0                             | 0                                    | 4                    | 4                             |